# ザ・ベスト・オブ・ジョージ・ハリスン
『ザ・ベスト・オブ・ジョージ・ハリスン』は、1976年11月8日に発表されたジョージ・ハリスンのベスト・アルバムである。日本では同年12月20日に発売された。

## 解説
1976年、ハリスンはビートルズ時代にEMIと結んだ10年契約が失効したので古巣EMI/アップル・レコードを離れて、1974年にワーナー傘下で自分が設立したダーク・ホース・レーベルに移籍した。同年11月、彼は移籍第1弾アルバム『33 1/3』を発表したが、相前後してEMI傘下のパーロフォンは本ベスト・アルバムを発表した。
A面にはビートルズ時代の自作7曲、B面にはビートルズ解散後のシングルヒット曲6曲が収録されている。ハリスンは、自分のソロ・アーティストとしての業績を貶めるような選曲や『33 1/3』の売り上げを妨害しようとしているかのような発売日設定に激怒したといわれている。
オリジナルのジャケットは麦わら帽子にTシャツ姿のハリスンが黄色いクラシック・カーの前で微笑する写真だった。キャピトル盤は表ジャケットに彼の似顔絵をあしらい、裏ジャケットには宇宙をモチーフに65年、67年、69年の顔を浮かび上がらせ、内ジャケットには幼年時代の顔を使っていた。安値盤は通称『ホワイト・アルバム』（1968年）のポートレイトを使用していた。
『ビルボード』誌アルバム・チャートでは最高位第31位、『キャッシュボックス』誌では最高位29位といずれも上位にはランクされていないが、RIAAゴールド・アルバムに認定された。日本ではオリコンチャートで最高位51位だった。

## 収録曲
- 全作詞・作曲：ジョージ・ハリスン

### Side A
1. サムシング - Something (3:02)
2. 恋をするなら - If I Needed Someone (2:24)
3. ヒア・カムズ・ザ・サン - Here Comes The Sun (3:07)
4. タックスマン - Taxman (2:38)
5. 嘘つき女 - Think For Yourself (2:21)
6. フォー・ユー・ブルー - For You Blue (2:32)
7. ホワイル・マイ・ギター・ジェントリー・ウィープス - While My Guitar Gently Weeps (4:47)

### Side B
1. マイ・スウィート・ロード - My Sweet Lord (4:39)
2. ギヴ・ミー・ラヴ - Give Me Love (Give Me Peace On Earth) (3:36)
3. 二人はアイ・ラヴ・ユー - You (3:41)
4. バングラ・デッシュ - Bangla Desh (4:00)
シングル発表のみでオリジナル・アルバムには未収録のため、現在のところ本アルバムでしか聴くことができない。『バングラデシュ・コンサート』にライブ・ヴァージョンが収録されている。
5. ダーク・ホース - Dark Horse (3:54)
6. 美しき人生 - What Is Life (4:20)